# Sân bay Chitral
Sân bay Chitral (tiếng Urdu: چترال ہوائی اڈا) (IATA: CJL, ICAO: OPCH) là một sân bay nội địa cách thành phố Chitral 3,7 km về phía bắc, ở tỉnh Biên giới Tây-Bắc của Pakistan. Sân bay này có 1 đường băng dài 1.750 m rải nhựa đường.

## Các hãng hàng không và các điểm đến
- Pakistan International Airlines (Islamabad, Peshawar) phụ thuộc vào điều kiện thời tiết.[4]